# 八路军驻洛办事处纪念馆
八路军驻洛办事处纪念馆，简称“洛八办”纪念馆，是在抗日战争时期八路军驻洛阳办事处旧址设立的一座革命纪念馆。地址洛阳市老城区南关贴廓巷九都东路222号。 第六批全国重点文物保护单位。1985年5月筹建，1987年4月部分对外开放。占地面积4200多平方米，拥有房屋150多间。坐南朝北并肩的三所三进清代砖木结构民居院落。

## 八路军驻洛办事处历史
1938年秋，武汉失陷。经过兰封战役与花园口决堤后，国军与日军隔黄泛区对峙。豫东、豫南、豫北成为敌占区。而且日军威压中条山，豫西三面临敌，退入潼关的后路堪忧。第一战区为了巩固豫西，同意了八路军在第一战区司令长官部所在地洛阳设立联络机构。
毛泽东指示第一任洛八办主任刘向三，办事处的主要工作任务是
- 宣传党的政策与抗日主张，在国民党一战区高层开展统战工作，坚定其抗日到底的信心；
- 日军一旦从中条山、豫北南渡黄河，开展抗日游击战争，动员民众投身抗日救亡运动；
- 掩护地下党的活动，为我党我军输送干部、革命青年及转运物资。

1938年11月，朱德、彭德怀与第一战区司令长官程潜交涉。程潜拒绝在洛阳设立八办，也不允许设立八路军兵站，只同意留下数人及电台设立“第十八集团军驻洛通讯处”。1938年12月，渑池会议根据中央六届六中全会决定，豫西特委改为豫西省委，洛宁、偃师、密县、陕县、临汝5个中心县委改为地委。1938年底，程潜调任军委会天水行营主任，卫立煌接任第一战区司令长官，1939年1月21日与刘少奇、彭德怀在洛阳会面，批准“第十八集团军驻洛通讯处”改为办事处。
办事处设有处长一人、秘书一至三人，司务长一人、副官多人、接待科、秘书科、机要股、电台室、总务科、交通科、医务室、经委派、炊事班、警卫排等。工作人员最多时达到一百余人。先后有刘向三、刘子久（1939年4月-1940年10月）、袁晓轩三位处长在此主持工作。
1939年5月，刘子久兼任豫西省委书记，豫西省委设在八办。1939年9月，豫西省委与豫南省委合并为河南省委。刘子久兼任省委书记。1939年11月11日“竹沟事件”后河南省委书记刘子久、组织部长危拱之突围撤回八办。
1942年初，卫立煌调任西安行营主任。新任第一战区司令长官蒋鼎文命令洛八办限一个月撤销。1942年1月13日，中共中央部署洛八办撤退。1942年1月30日袁晓轩被扣押投敌。1942年2月1日，办事处停止工作。1942年3月17日八路军总部发布了《关于驻洛办事处紧急撤销的启事》。 